# Влахерна
Влахерна је једна од четврти старог Цариграда, смештена на крајњем северозападу града. Позната је по истоименој царској палати, чудотворном извору око кога је подигнут манастир у коме се до четвртог крсташког рата чувао тзв. Исусов покров.

## Прошлост
Влахерна се налазила ван града обухваћеног Теодосијевим бедемима, од којих ју је делио подземни канал који се надовезивао на шанац Теодосијевих бедема. На њеном простору је током 5. и 6. века подигнут већи број цркава и капелица, већином напорима Пулхерије и Јустинијана I, тако да је цео тај крај био права мала Света гора. Бедеми су 627. године проширени да би се заштитила Влахерна односно цркве у њој, првенствено Манастир Богородице Влахернске и палата.
Доласком Алексија I Комнина на власт 1081. године палата Влахерна је постала главно седиште царева, а сама Влахерна је постала престижна четврт града у коју су се насељавали највиши византијски званичници. Смештање главног царског седишта у палату Влахерну подигло значај Богородице Влахернске која је постала најзначајнија црква у граду после свете Софије.
Иако су бедеми проширени да би обухватили Влахерну и додатно појачани преношењем царског средишта у њу они су представљали најслабију тачку градских одбрана јер за разлику од осталих делова нису били заштићени воденим шанцем. То су искористили крсташи приликом освајања Цариграда, успевши да на том месту пробију градску одбрану и пробију се у сам град, унутар зидина.
Након ослобођења Цариграда 1261. године Влахерна је наставила да има исти значај као и раније, чинивши аристократски центар града. Јован VI Кантакузин се овенчао царским венцем 1347. године у Богородици Влахернској поставивши је изнад свете Софије у којој су до тад цареви овенчавани.
Последњи византијски цар Константин Драгаш је до последњег дана опсаде боравио у палати Влахерни иако је тај део града био изложен најжешћим нападима. Као и крсташи пре њих и Турци су продрли кроз Влахену и освојили град (који је након тога постао престоница Османске империје), искористивши непажњу на Керкопорта капији.
Доласком Османлија Влахерна је изгубила пређашњи значај, а њене најзначајније грађевине су биле препуштене полаком пропадању које се и даље наставља.